# Elstermühle Postberga
Die Elstermühle Postberga befand sich am ursprünglichen Verlauf der Schwarzen Elster zwischen Gräfendorf und Friedrichsluga. Sie war eine von drei Amtsmühlen des Amtes Liebenwerda, gehörte kirchlich aber in den Pfarrsprengel Kleinrössen.

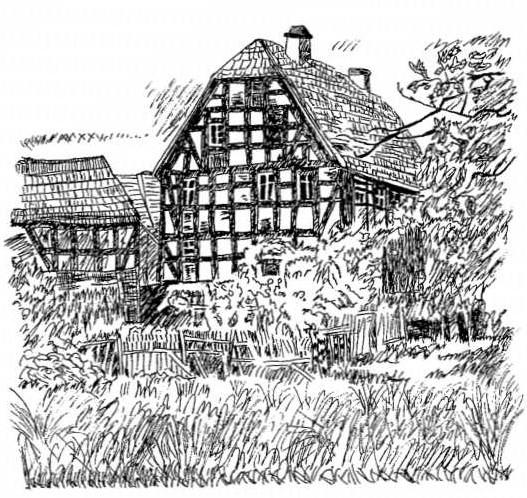
Elstermühle Postberga um 1921

## Geschichte
Erstmals wird im Jahre 1271 eine Mühle in Postberga erwähnt. Zugehörig zum Amt Schlieben und dem Rittergut Großrössen hat die Mühle zu dieser Zeit vier Mahlgänge. Conrad, Graf von Brehna schenkt im selben Jahr den Bürgern der Stadt Herzberg den Wald ab der Mühle bis zur Stadt, mit der Auflage, dass das nötige Bauholz für die Elstermühle aus diesem Bestand kostenfrei abzugeben ist. 1379 bestätigt Wenzel, Herzog zu Sachsen und Lüneburg, Burggraf zu Magdeburg, in Postberga in der Mühle die Leibgedingeverschreibung, vermutlich einer Rente, des Cunz von Wyrtzburg zu Gunsten dessen ehelicher Wirtin. 1475 erteilt Kf. Ernst dem Herzberger Bürger Paul Kalau einen Lehnbrief, unter anderem über Zinsen auf der Mühle zu Postberga. Aus dem Jahr 1504 wird erwähnt, dass das Amt Liebenwerda 71 Scheffel Korn mit der Mühle zu Poßberge verdient hat. Nach einem Hochwasser 1538 wird im darauffolgenden Jahr ein Neubau der Mühle angeordnet. Der Rat der Stadt Herzberg pachtet die Mühle 1558 für jährlich 120 Schock guter Groschen und 120 Scheffel Korn Liebenwerdaer Maß. 1589 müssen Richter und Lehnleute von Gräfendorf Schindeln, die man in der Mühle Postberga brauchte, aus dem Amt holen und dorthin fahren. Sie wurden dafür einmal beköstigt.

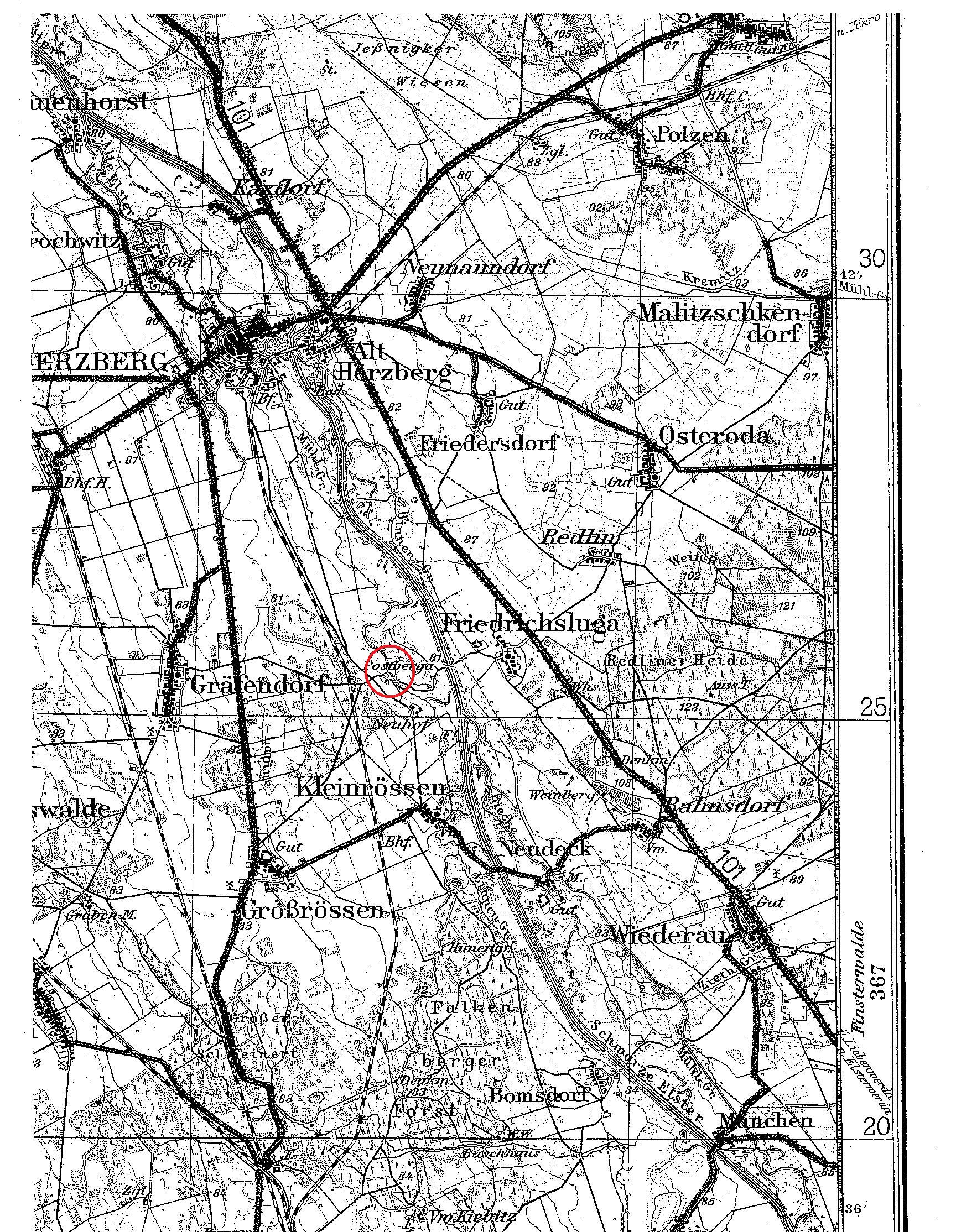
Lage der ehemaligen Elstermühle Postberga auf einer Karte von 1941

## Eigentum und Besitzer
1561 ist die Mühle Eigentum der Stadt Herzberg, aber dem Amt Liebenwerda lehn- und zinsbar. Sie wird mit fünf Mahlgängen und einem Walkrad beschrieben. Nachdem die Mühle 1634 im Dreißigjährigen Krieg niedergebrannt wurde, wird 1653 ein gewisser Georg Müller als Müllermeister genannt. In welchem Jahr ein Wiederaufbau der Mühle erfolgte, ist nicht bekannt. Nach einer Bitte des Bürgermeisters und des Rates der Stadt Herzberg um Aufhebung des Pachtvertrages von 1558 an den Kurfürsten wird 1661 die Mühle dem Kammerherrn Rudolf Neitschütz aus Röhrsdorf „aus besonderen landesfürstlichen Gnaden ohne Entgelt“ erblich und als dessen Eigentum überlassen. Nach der Mühlenübersicht des Kurfürstentums Sachsen aus dem Jahr 1673 ist Christian Schilling Besitzer der Mühle. 1690 wird ein gewisser Adam, Müller zu Postberga genannt 1694 lässt Joh. Gottfried Liebe(zeit?), der Müller zu Postberga, einen Sohn taufen. 1698 heiratet Hans Christoph Wagner, Sohn des wohl vor 1684 verstorbenen Bartholomäus Wagner, Müllermeister in der Mühle, in Löben eine Maria Wagner, die Tochter von Hans Wagner, Gärtners und Gerichtsschöppens in Löben. 1703 heiratet Johann Unger, Müller zu Postberga, und lässt hier in den Jahren 1705 bis 1714 seine Kinder taufen. Sein Antrag auf Errichtung einer Pulvermühle wird 1703 abgelehnt. 1712 wird die Marktmühle Uebigau von Johann Unger käuflich erworben. Zwischen 1715 und 1724 wird Heinrich Köhler mehrfach als Pachtmüller zu Postberga in den Taufregistern erwähnt. Um 1730 ist ein Hans Müller Müllermeister in Postberga. Am 1. März 1733 heiratet Johann Christian Wagner in Postberga Johanna Erdmuthe Müller, Tochter des Hans Müller. Dessen gleichnamiger Sohn, welcher im Januar oder Februar 1733 geboren wurde, stirbt im Juni desselben Jahres und wird am 15. Juni bestattet. Johann Christian Wagner wird 1735 auch als Pachtmüller in Neudeck genannt. 1766 ist die Ehefrau des Erbmüllers Schultze zu Postberga Patin in Kleinrössen bei Wagner. Im Jahr 1775 streiten sich Müllermeister Fulte und die Gemeinden Gräfendorf und Kölsa wegen kostenlos zu leistender Mühlendienste. Dieser Streit wird erst 1793 mit einem Vergleich beendet. Johann Christian Fulte ist in den Jahren 1777 bis 1785 Erbeigentumsmüller in Postberga und wird aufgrund von Misshandlungen seines gleichnamigen Sohnes mehrfach von diesem angezeigt. In dieser Zeit wird die Mühle wieder mit vier Mahlgängen beschrieben. Johann Christian Fulte sen. ist 1797 Mühlenbesitzer. Im Jahr 1805 wird ein Müller Polster, Ehemann der verwitwet gewesenen Frau von Johann Christian Fulte jun., in der Mühle erwähnt. 1822 und 1836 wurden Hypotheken auf die Mühle angemeldet. Im September 1827 wird „die Elstermühle zu Postberga bei Herzberg mit 4 Mahlgängen, einer Schneide- und Ölmühle, 10 Hirsestampfern, Fischerei, Aalfang, Brennerei und Branntweinschank, Gebäuden, Garten, Ackerbau, Viehzucht und vollständigem Inventario, worauf nur wenig Abgaben haften, [...] auf Ansuchen des Eigenthümers“ freiwillig subhastiert. Im Zusammenhang mit den Rezessionsverhandlungen werden 1840 als Besitzer der Mühle Christian Wilhelm Gottlob Richter und seine Ehefrau Christiane Sophie genannt. Diese werden vermutlich 1829 Eigentümer.

## Technische Ausstattung
Die Wassermühle Postberga wird im Lauf der Zeit mit einer sich immer wieder ändernden Anzahl an Mahlgängen beschrieben. Anfangs mit vier Mahlgängen ausgestattet, wechselte das Inventar der Mühle von diesen vier über zwei auf bis zu fünf Mahlgänge. Betrieben wurde die Mühle wie auch viele andere Mühlen an der Schwarzen Elster mit einem unterschlächtigen Wasserrad an einem Ziehpanster.

## Sonstiges
Aufgrund der Elsterregulierung wurde die Mühle 1854 außer Betrieb gesetzt. Die Mahl- und Schneidemühlengebäude wurden zum Abbruch vorgesehen und verkauft. Holz und Sandstein aus dem Abbruch der Mühle wurden 1862 von einem E. Langenbaum zur Versteigerung gegen bare Bezahlung in der Zeitung ausgeschrieben. Am ehemaligen Standort der Mühle, der alten Elsterbrücke an der Straße zwischen Gräfendorf und Friedrichsluga, waren im Jahr 1929 nur noch wenige Pfähle zu sehen.